# Dirphia multicolor
Dirphia multicolor är en fjärilsart som beskrevs av Walker 1855. Dirphia multicolor ingår i släktet Dirphia och familjen påfågelsspinnare. Inga underarter finns listade i Catalogue of Life.